# Real (motorfiets)
Real is een historisch Duits motorfietsmerk dat vanaf 1981 diverse lichte motorfietsen maakte.

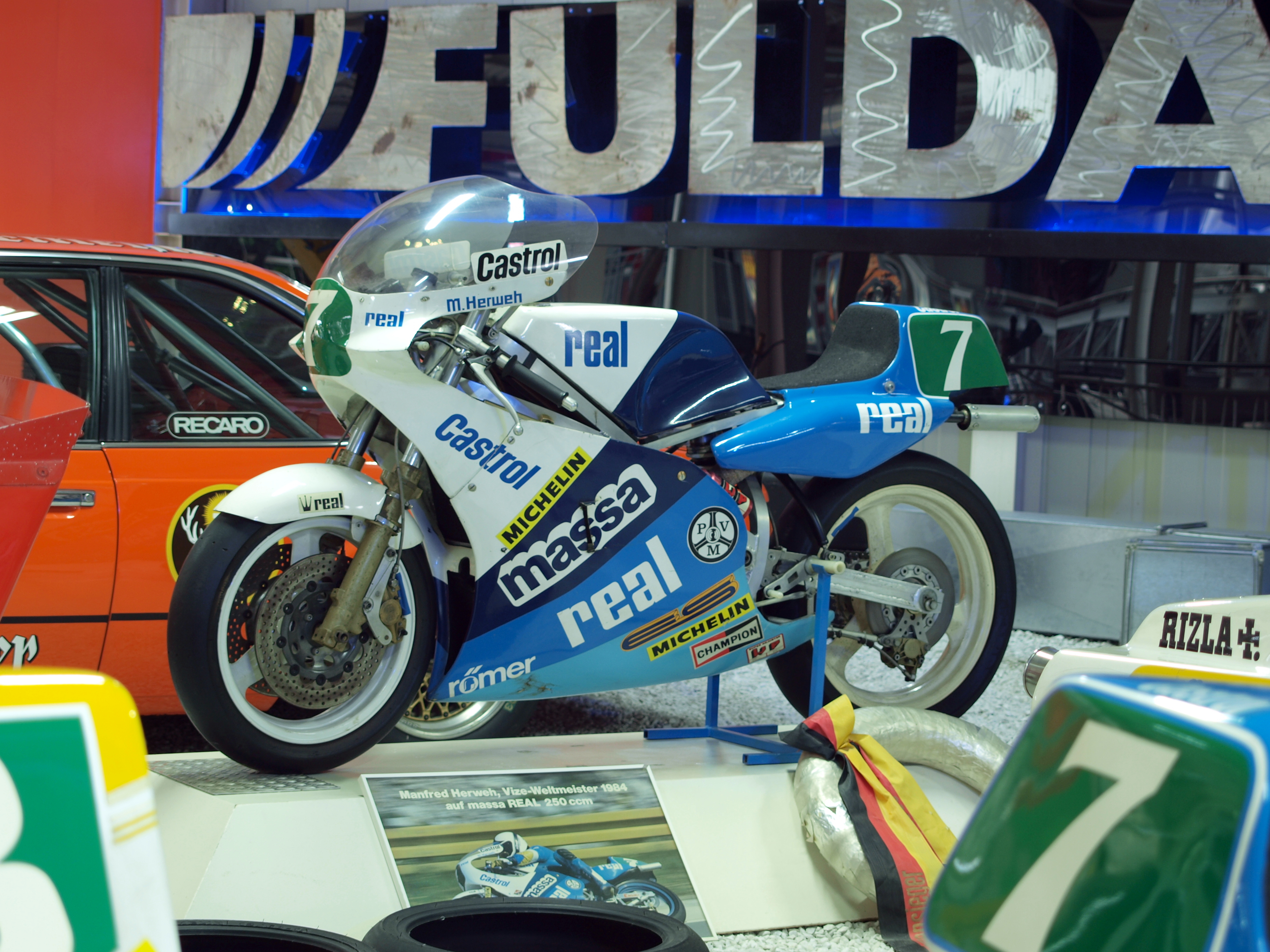
250cc-Real-Rotax van Manfred Herweh uit 1984

In 1983 nam Manfred Herweh met een Real-Rotax deel aan het wereldkampioenschap wegrace in de 250 cc klasse. Hij won de Grand Prix van België en werd zevende in de eindstand In 1984 reed naast Herweh ook Gerhard Waibel met een 250 cc Real, maar ook met een Real in de 80 cc klasse, waarin hij als vijfde eindigde. Herweh werd in dat jaar zelfs tweede in de 250 cc klasse nadat hij de GP's van Joegoslavië, België, Zweden en San Marino gewonnen had. Gerhard Waibel werd met een 125 cc Real kampioen van Duitsland. In 1985 werd Gerhard Waibel met een Real-Seel opnieuw vijfde in de 80 cc klasse. Herweh werd met een Real-Rotax achtste in de 250 cc klasse. Alfred Waibel werd in 1986 Duits 125 cc kampioen met een Real. 